# 果位
果位（かい、梵: phala）、聖果、道果（ariya-phala）、仏果とは、仏道修行によって得られた悟りの位。

## 四沙門果
声聞乗による果位は四向四果であり、阿含経においては以下の四沙門果として記載されている。
- 預流果
- 一来果
- 不還果
- 阿羅漢果

## 七聖者
パーリ仏典中部キーターギリ経では、釈迦は比丘たちを7種類の人（七聖者, 七識住）に分類した。

比丘たちよ、これら七（種類）の人が世間に見られる。いかなる七か。

倶分解脱、慧解脱、身証、見至、信解、法随行、信随行である。

1. 倶分解脱（ubhatobhāgavimutto） - 阿羅漢の智慧（paññā）、および無色界禅定の両方に達した解脱者[3]。
2. 慧解脱（paññāvimutto） -  禅定は得ていないが、智慧により阿羅漢に達した聖者[3]。
3. 身証（kāyasakkhī） -  無色界禅定に達し、智慧により一部の煩悩は滅された聖者（預流果以上で阿羅漢未満）[3]。
4. 見至（diṭṭhappatto; 見到達） - 一部の煩悩は滅されているが、禅定は得ていない聖者[3]。
5. 信解（saddhāvimutto; 信解脱）- 一部の煩悩が滅されており、如来に対しての信頼(saddhā)を確立している（預流果以上の悟り）[3]。
6. 法随行（dhammānusārī; 随法行） -  預流果に達していないが、ある程度は煩悩を滅しており、如来の教えを一部ながらよく洞察し、五根（信、精進、念、定、慧）が備わっている[3]。
7. 信随行（saddhānusārī; 随信行） - 預流果に達していないが、ある程度は煩悩を滅しており、如来に対しての信頼(saddhā)愛情(pema)を確立し、五根が備わっている[3]。

倶分解脱および慧解脱に達した者は不放逸となっており、もはや何をしても放逸することはない（na appamādena karaṇīya; 不放逸になすべきことなし)。

## 説一切有部
説一切有部においては、見道、修道、無学の三段階を提案した。見道は預流に等しく、修道は阿羅漢向に等しく、無学は阿羅漢果と呼ばれる。